# 大阪交易所
大阪交易所（日语：／ Oosakashoukentorehikejo，縮寫：OSE），是日本大阪的一家衍生性金融商品交易所。現在屬於日本交易所集團。所在地位于大阪府大阪市中央區北濱，因此也被稱為北濱。大阪交易所是日本首屈一指的指數期貨及選擇權交易所，曾與東京證券交易所和名古屋證券交易所并列為日本三大證券交易所。在併入東證股票交易市場前共有1072家證券公司在此上市。

## 歷史

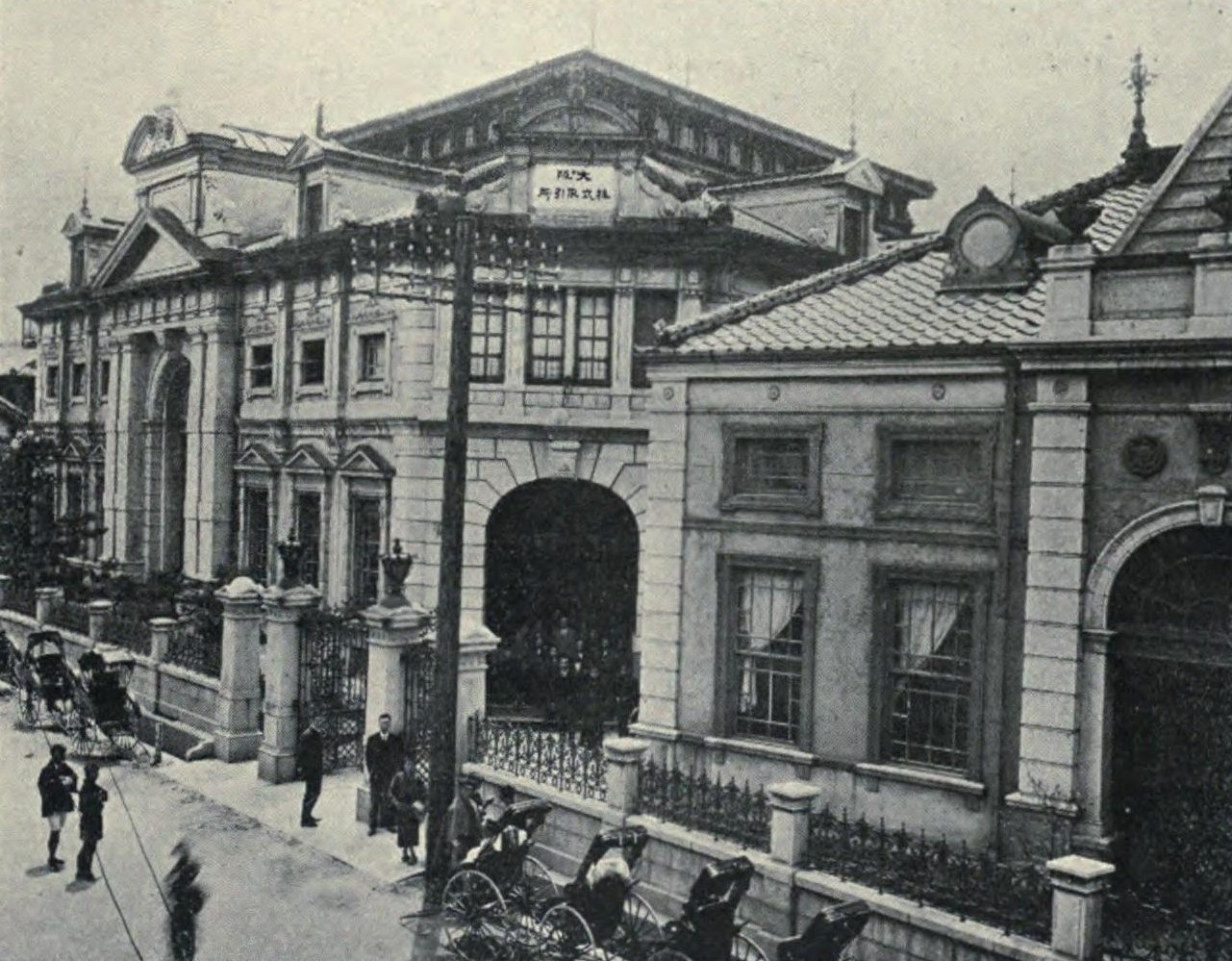
大阪株式取引所

大阪交易所成立於時值明治年間的1878年，當時稱為大阪股票交易所（日语：大阪株式取引所）。大阪的期貨交易傳統可以上溯到江戶時代，幕府於享保15年（1730年）准許大阪商人設立了堂島米會所。二次大戰之後日本股票市場經過一段停業的空白期，復於1949年重新設立大阪證券交易所（日语：株式会社大阪証券取引所），簡稱大證（日语：／）。
1967年，神戶證券交易所併入大阪證券交易所。當時日本除了神戶，尚有東京、大阪、名古屋、京都、札幌、福岡、廣島、新潟等八個證券交易所。
2001年，京都證券交易所併入大阪證券交易所；同年，大阪交易所實現公司化，交易所自身由會員制改制為株式會社。
2011年11月22日，東證、大證兩大證券交易所共同召開記者會，宣告兩家證交所將於2013年1月1日合併，組成「日本交易所集團」。合併後上市股票的市值總額將達280兆日圓（約台幣110兆圓），超過美國的那斯達克成為世界第二大證交所。
2013年7月19日，大阪證交所股票市場併入東證體系。並定於2014年3月24日，東證衍生性金融商品市場併入大證體系，大阪證交所改名為「大阪交易所」（大阪取引所）。大阪交易所成為專營衍生性金融商品的交易所。

## 外部連結
- 大阪交易所 （页面存档备份，存于）